# ウォーカー郡 (テキサス州)
ウォーカー郡（ウォーカーぐん、英: Walker County）は、アメリカ合衆国テキサス州の東部に位置する郡である。2010年国勢調査での人口は67,861人であり、2000年の61,758人から9.9％増加した。郡庁所在地はハンツビル市（人口38,548人）であり、同郡で人口最大の都市でもある。
ウォーカー郡は、その全体でハンツビル小都市圏を構成し、またヒューストン・ベイタウン・ハンツビル広域都市圏に属している。

## 歴史
1833年、メキシコ土地特許の範囲に入っていた後のウォーカー郡に、ジェイムズ・ミッチェル（1795年-1870年）とその妻カルパーニア・フランクリンが入った。後に初代郡政委員になったミッチェルがオールド・サンアントニオ道路、別名エル・カミノ・レアル沿いに家と旅館を立てた。1840年代、この家は駅馬車で旅する疲れた人々の停車点となった。
ウォーカー郡は、テキサス併合をアメリカ合衆国議会に提案したミシシッピ州選出議員ロバート・J・ウォーカーに因んで名付けられた。しかし、ウォーカーは南北戦争の間に北軍を支持したので、テキサス・レンジャーの隊員かつアメリカ陸軍の軍人だったサミュエル・H・ウォーカーに因むということに変更され、郡名はそのままになった。
テキサス州の著名歴史家ユージン・C・バーカーが1874年に郡内で生れた。バーカーはテキサス大学オースティン校にあるバーカー歴史センターにその名を残されている。他にも歴史家のマリリン・マックアダムズ・シブリーが郡内で生れた。シブリーはヒューストン・バプテスト大学の教授であり、州上院議員になったデイビッド・マックアダムズ・シブリー・シニアの母だった。

## 地理
アメリカ合衆国国勢調査局に拠れば、郡域全面積は801平方マイル (2,075 km2)であり、このうち陸地787平方マイル (2,038 km2)、水域は14平方マイル (36 km2)で水域率は1.75％である。

### 主要高規格道路
- 州間高速道路45号線
- アメリカ国道190号線
- テキサス州道19号線
- テキサス州道30号線
- テキサス州道75号線

### 隣接する郡
- ヒューストン郡 - 北
- トリニティー郡 - 北東
- サンジャシント郡 - 東
- モンゴメリー郡 - 南
- グライムズ郡 - 西
- マディソン郡 - 北西

### 国立保護地域
- サム・ヒューストン国立の森（部分）

## 人口動態
以下は2000年の国勢調査による人口統計データである。
| 基礎データ - 人口: 61,758人 - 世帯数: 18,303 世帯 - 家族数: 11,384 家族 - 人口密度: 30人/km2（78人/mi2） - 住居数: 21,099軒 - 住居密度: 10軒/km2（27軒/mi2） 人種別人口構成 - 白人: 69.12% - アフリカン・アメリカン: 23.88% - ネイティブ・アメリカン: 0.35% - アジア人: 0.77% - 太平洋諸島系: 0.05% - その他の人種: 4.42% - 混血: 1.41% - ヒスパニック・ラテン系: 14.11% 年齢別人口構成 - 18歳未満: 18.0% - 18-24歳: 23.0% - 25-44歳: 31.1% - 45-64歳: 18.9% - 65歳以上: 8.9% - 年齢の中央値: 31歳 - 性比（女性100人あたり男性の人口） - 総人口: 151.1 - 18歳以上: 161.9 | 世帯と家族（対世帯数） - 18歳未満の子供がいる: 28.74% - 結婚・同居している夫婦: 46.8% - 未婚・離婚・死別女性が世帯主: 11.7% - 非家族世帯: 37.8% - 単身世帯: 27.0% - 65歳以上の老人1人暮らし: 8.0% - 平均構成人数 - 世帯: 2.44人 - 家族: 3.02人 収入と家計 - 収入の中央値 - 世帯: 31,468米ドル - 家族: 42,589米ドル - 性別 - 男性: 27,634米ドル - 女性: 22,579米ドル - 人口1人あたり収入: 14,508米ドル - 貧困線以下 - 対人口: 18.4% - 対家族数: 10.6% - 18歳未満: 19.1% - 65歳以上: 13.4% |

## 都市と町
- ドッジ、未編入の町
- ハンツビル - 郡庁所在地
- ニューウェイバリー
- リバーサイド

## 教育
ハンツビル市には、サム・ヒューストン州立大学がある。
ウォーカー郡の公共教育は下記の独立教育学区が管轄している。
- ハンツビル独立教育学区
- ニューウェイバリー独立教育学区
- リチャーズ独立教育学区（部分）
- トリニティ 独立教育学区部分）

チャータースクールであるガルフコースト・トレーズ・センターが郡内の未編入領域にある。

## 政府の機関

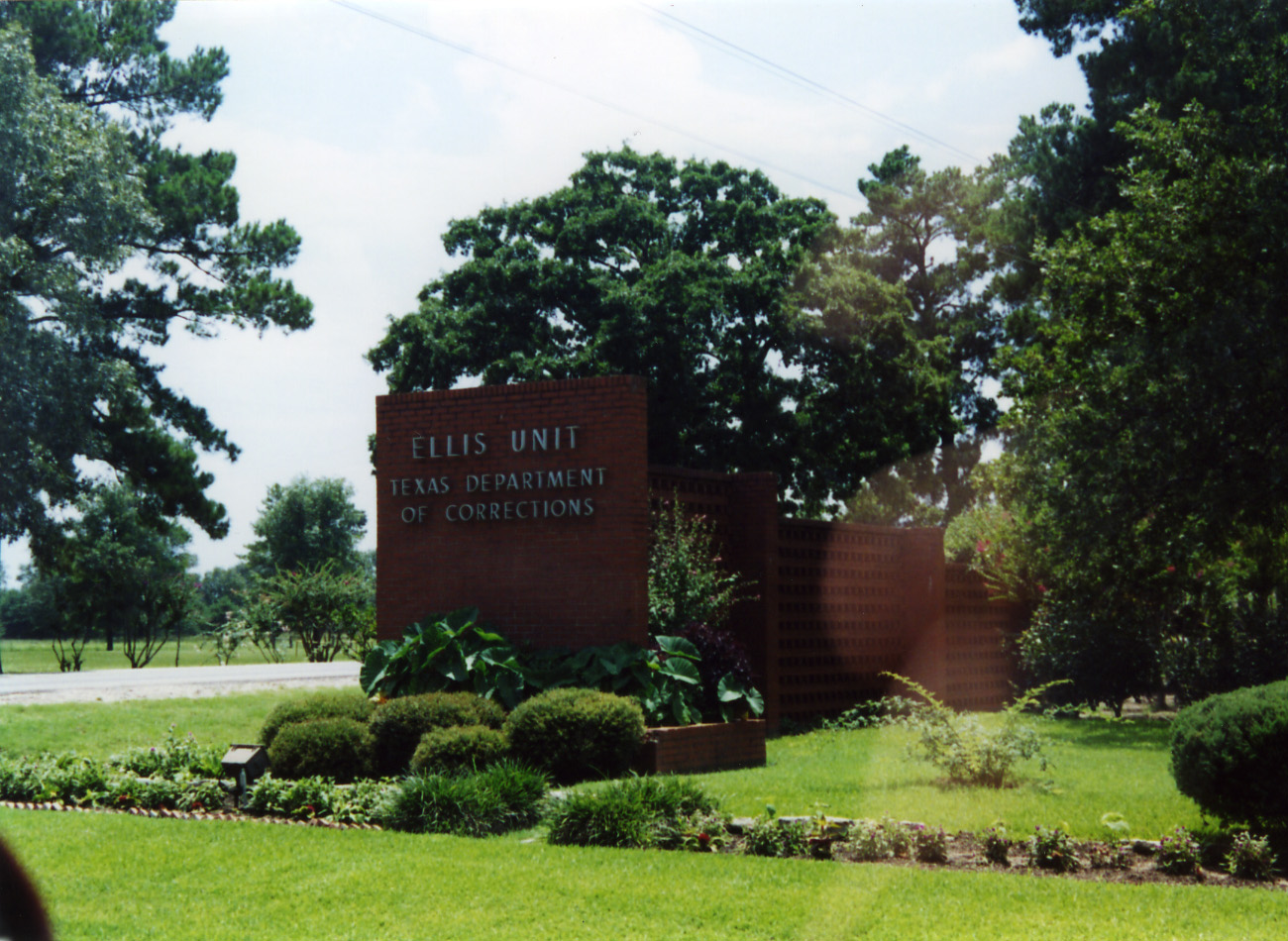
エリス刑務所

成人用矯正施設を運営する州の機関であるテキサス州刑事司法省の本部がハンツビル市内にある。
テキサス州の郡ではウォーカー郡の州立刑務所と監獄の数が最も多い。男性用刑務所としては、バード刑務所、ゴリー刑務所、ハンツビル刑務所、ワイン刑務所がハンツビル市内にある。 移送刑務所であるホリデイ刑務所も市内にある。さらにエリス刑務所とエステル刑務所が郡内の未編入領域にある。ハンツビル刑務所にはテキサス州検察室が入っている。

### 州立ハンツビル刑務所
ウォーカー郡の基幹産業として、数多く設置されている刑務所の存在が知られている。テキサス州は全米で最も死刑に積極的な州で処刑者数も全米最多であるが、テキサス州での死刑業務を担っているのが、郡庁所在地であるハンツビル市にあるテキサス州立ハンツビル刑務所である。1年に平均16人が予定されたスケジュールに沿って致死薬注射で処刑されている。死刑執行の場所は、ターコイズブルーの色で塗られた壁の部屋で奥行き12 フィート (3.7 m) 幅9 フィート (2.7 m) の大きさである。なお、アサシン クリード (映画)
にも登場している。

## 交通
現在計画中のトランス・テキサス・コリダーの TTC-69路線が郡内を通ることになる。